# Iberia (légitársaság)
Az Iberia spanyol légitársaság, Európa negyedik legnagyobbja, Spanyolország madridi székhelyű nemzeti légi fuvarozója. Kiterjedt belföldi és külföldi hálózatot üzemeltet, repülőgépei főleg Európa és Dél-Amerika nagyvárosaiba repülnek. Bázisrepülőtere a madridi Barajas nemzetközi repülőtér, ám központjai vannak Barcelonában, Sevillában, Alicantéban és Tenerifén.
A 2020-ás évet 1,4 milliárd eurós veszteséggel zárta.

## Történelem

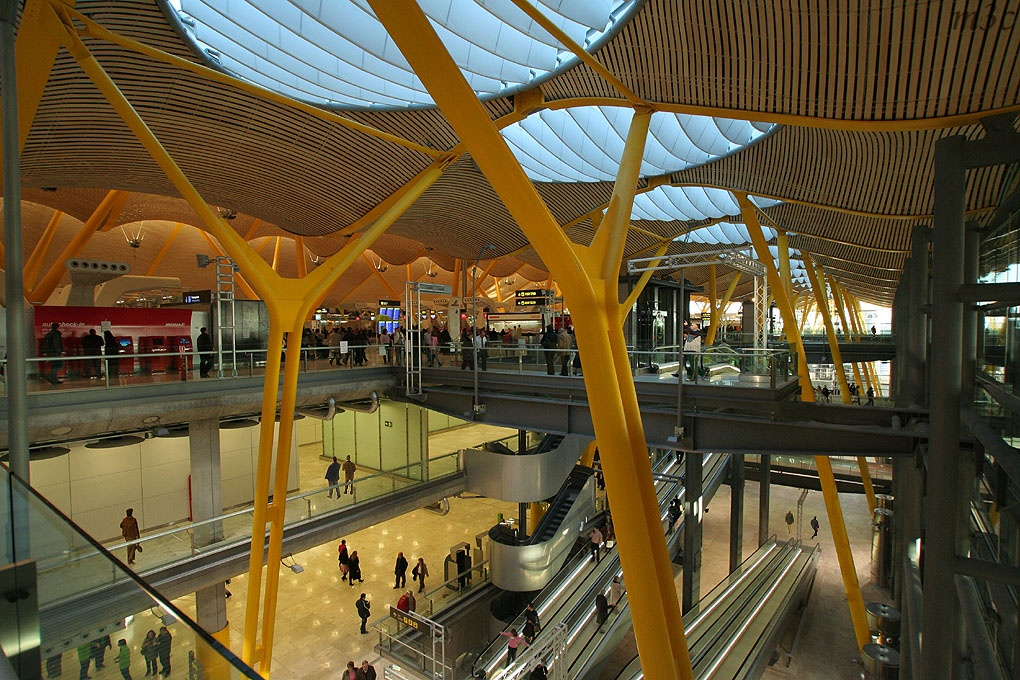
A Barajas nemzetközi repülőtér 4-es terminálja, az Iberia és a oneworld többi tagjának otthona

Az Iberia, Compañía Aérea de Transportes 1927. június 28-án volt bejegyezve. A társaság kezdő tőkéjét, több mint 1 millió pesetát, Horacio Echeberrieta és a Deutsche Luft Hansa nyújtotta. 1927. december 14-én a spanyol kormány engedélyével postai repülőjáratot indított Madrid és Barcelona között. Az első repülőgép felszállásánál jelen volt XIII. Alfonz spanyol király is. A három Rohrbach Roland repülőgépből álló flottát a Deutsche Luft Hansától vásárolták. 1928-tól, Miguel Primo de Rivero diktátori uralma idején a spanyol légitársaságok állami kézbe kerültek. Az Iberiát beleolvasztották a Compañía de Líneas Aéreas Subvencionadas S.A-ba (röviden C.L.A.S.S.A.), 1929. május 29-én a járatait megszüntették. A polgárháború (1936–1939) alatt a vállalat ismét működési engedélyt kapott, azonban ekkor még csak jelentéktelen belföldi légitársaság volt.
1944. szeptember 30-án ismét államosították, így az Iberia az INI részévé vált. 1946-ban a második világháború után elsőként indított járatot Európa és Dél-Amerika között (Madridból Buenos Airesbe), egy Douglas DC-4-es repülőgéppel. Az 1953-as madridi egyezménynek köszönhetően az amerikai turisták vízummentességet kaptak Spanyolországban. A következő évben a légitársaság elindította első transzatlanti járatait Spanyolország és az Egyesült Államok között. 1954-ben az útvonalhálózatba Montréalt is bekötötték.
2002-re – alapításának 75. évfordulójára – elérte az 500 millió szállított utast.
1999. szeptember 1-jén csatlakozott a Oneworld légiszövetséghez.
A társaságot 2001. április 3-án privatizálták és bevezették a tőzsdére. Ekkor 9%-os részesedést szerzett benne a szintén Oneworld tag British Airways is. 2006. november 15-én 10%-ra növelte a részesedését, és ezzel már két helyet biztosít magának a légitársaság igazgatói tanácsában. Ez a lépés tovább erősíti azokat a találgatásokat, miszerint a BA az Iberia felvásárlását fontolgatja.

## Úticélok
A társaság 88 célállomásra repül szerte a világban. Az Iberia heti három járatot közlekedtet Budapest és Madrid között.

### Helymegosztási megállapodás
Az Iberiának a következő légitársaságokkal van helymegosztási megállapodása:

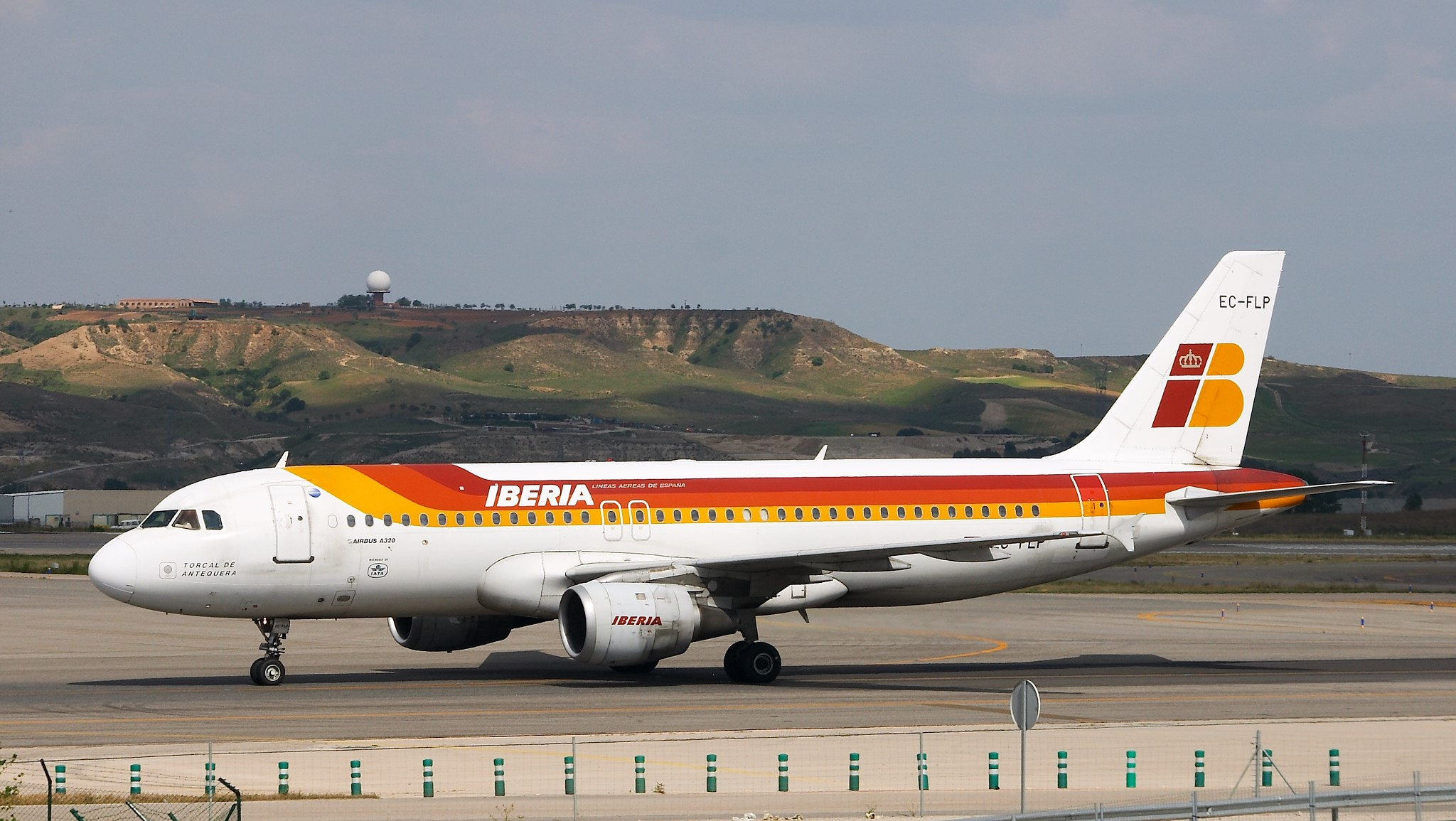
Az Iberia A320-as repülőgépe a madridi Barajas nemzetközi repülőtéren

| - American Airlines - Avianca - Bulgaria Air - British Airways - Copa Airlines - Czech Airlines - El Al - Evelop Airlines - Finnair | - Japan Airlines - LATAM Brasil - LATAM Chile - LATAM Equador - Royal Air Maroc - Royal Jordanian - S7 Airlines - Ukraine International Airlines - Vueling |

## Flotta
2022 szeptemberében az Iberia flottája (a leányvállalatokkal együtt) a következő repülőgépekből állː

## Fordítás
- Ez a szócikk részben vagy egészben  az   Iberia (airlines) című angol Wikipédia-szócikk fordításán alapul.  Az eredeti cikk szerkesztőit annak laptörténete sorolja fel. Ez a jelzés csupán a megfogalmazás eredetét és a szerzői jogokat jelzi, nem szolgál a cikkben szereplő információk forrásmegjelöléseként.